# Guglielmo Sanseverino
Guglielmo Sanseverino est un cardinal italien décédé avant le 24 novembre 1378. Il est de la famille des cardinaux Federico Sanseverino (1489), Antonio Sanseverino, O.S.Io.Hieros. (1527), Lucio Sanseverino (1621) et Stanislao Sanseverino (1378).

## Repères biographiques
Sanseverino est élu archevêque de Salerne  en 1364. Il est créé cardinal par le pape Urbain VI lors du consistoire du 18 septembre 1378.